# Anabarhynchus rossi
Anabarhynchus rossi är en tvåvingeart som beskrevs av Lyneborg 2001. Anabarhynchus rossi ingår i släktet Anabarhynchus och familjen stilettflugor. Inga underarter finns listade i Catalogue of Life.